# Приходько Марія Федорівна
Марія Федорівна Приходько (1909 рік, село Олександрівка, Харківська губернія — 1993 рік, село Томонку-Чуй (кирг. Төмөнкү Чүй), Сокулукський район, Чуйська область) — ланкова радгоспу «Нижньо-Чуйський» Міністерства сільського господарства СРСР, Кагановицького району Фрунзенської області, Киргизька РСР. Герой Соціалістичної Праці (1950).
Народилася у 1909 році у селянській родині в селі Олександрівка Харківської губернії. Трудову діяльність робочої почала на Ленінградському хімічному заводі. Після початку Другої світової війни евакуювалася до Киргизії, де працювала з 1943 року різноробочою в радгоспі «Нижньо-Чуйський» Кагановицького району. З 1946 року очолювала ланку по вирощуванню кенафу.
У 1949 році ланка Марії Приходько зібрала у середньому по 113,7 центнерів кенафу на ділянці площею 20 гектарів. Указом Президії Верховної Ради СРСР від 10 липня 1950 року удостоєна звання Героя Соціалістичної Праці з врученням ордена Леніна і золотої медалі «Серп і Молот» .
Після виходу на пенсію проживала у селі Томонку-Чуй (Төмөнкү Чүй) де померла у 1993 році.